# Mops plicatus
Mops plicatus, syn. Chaerephon plicatus — вид кажанів родини Molossidae. Він зустрічається в Бангладеш, Бутані, Камбоджі, Китаї, Кокосових (Кілінгових) островах, Індії, Індонезії, Лаосі, Малайзії, М'янмі, Непалі, Філіппінах, Шрі-Ланці, Таїланді та В'єтнамі.

## Опис
Довжина передпліччя 40–50 мм. Його хутро темно-коричневе.

## Ареал і середовище проживання
Його ареал включає кілька країн і регіонів Південної та Південно-Східної Азії, включаючи Камбоджу, Китай, Гонконг, Індію, Лаос, Малайзію, Філіппіни, Шрі-Ланку та В’єтнам. Було задокументовано на висоті до 950 м.
Тварини зустрічаються в різних середовищах існування. Кажани живуть у антропогенних середовищах існування, таких як міста, поселення та сільськогосподарські ландшафти, а також у карстових ландшафтах і лісах. Зустрічаються до 950 м над рівнем моря.
Mops plicatus зазвичай ночують у печерах у карстових скелях, але також використовуються інші ущелини та будівлі, такі як храми. Колонії, які зазвичай великі, можуть складатися з кількох тисяч до сотень тисяч тварин. Житло часто ділять з іншими кажанами. Тварини дружно покидають лежбище і утворюють великі зграї.

## Поведінка
Здобич ловлять як на відкритому повітрі, так і по краях рослинності. Основний корм — твердокрилі та рівнокрилі. Репродуктивна активність спостерігалася з березня по квітень, а також з вересня по жовтень. Молодь можна зустріти в травні-червні.